# 堀内村 (山形県)
堀内村（ほりうちむら）は山形県最上郡にあった村。現在の舟形町堀内にあたる。

## 地理
- 山：高森山、大平山、大畑山、倉下山
- 河川：最上川

## 歴史
- 1890年（明治23年）11月15日 - 舟形村の一部（大字堀内）が分立して発足。
- 1954年（昭和29年）12月1日 - 舟形村と合併して舟形町が発足。同日堀内村廃止。